# Акустика. Live
„Акустика. Live“ је акустични албум групе The Hardkiss. Албум укључује живе верзије песама насталих у периоду од 2012. године до 2019. године. Објављена је 30. јуна 2020. године.

## О албуму
Крајем 2019. године почела је турнеја „Акустика”.
Јулиа Санина 24. децембра објављује акустичне верзије песама "Helpless" и "Щедрик", које су укључене у турнеју, као и на албум.
Након тога, објављене су акустичне верзије песама Коханці, 00:00, „Мелодія“, „Tony, Talk!“. и други.
Последња песма на албуму била је песма Журавлі (превод на српски језик "Ждралови").

## Песме
Аутор текста је Јулија Санина, аутор музике Јулија Санина и Валериј Бебко.
Албум садржи укупно 18 песама и траје 73 минута и 51 секунди.